# Galerida cristata

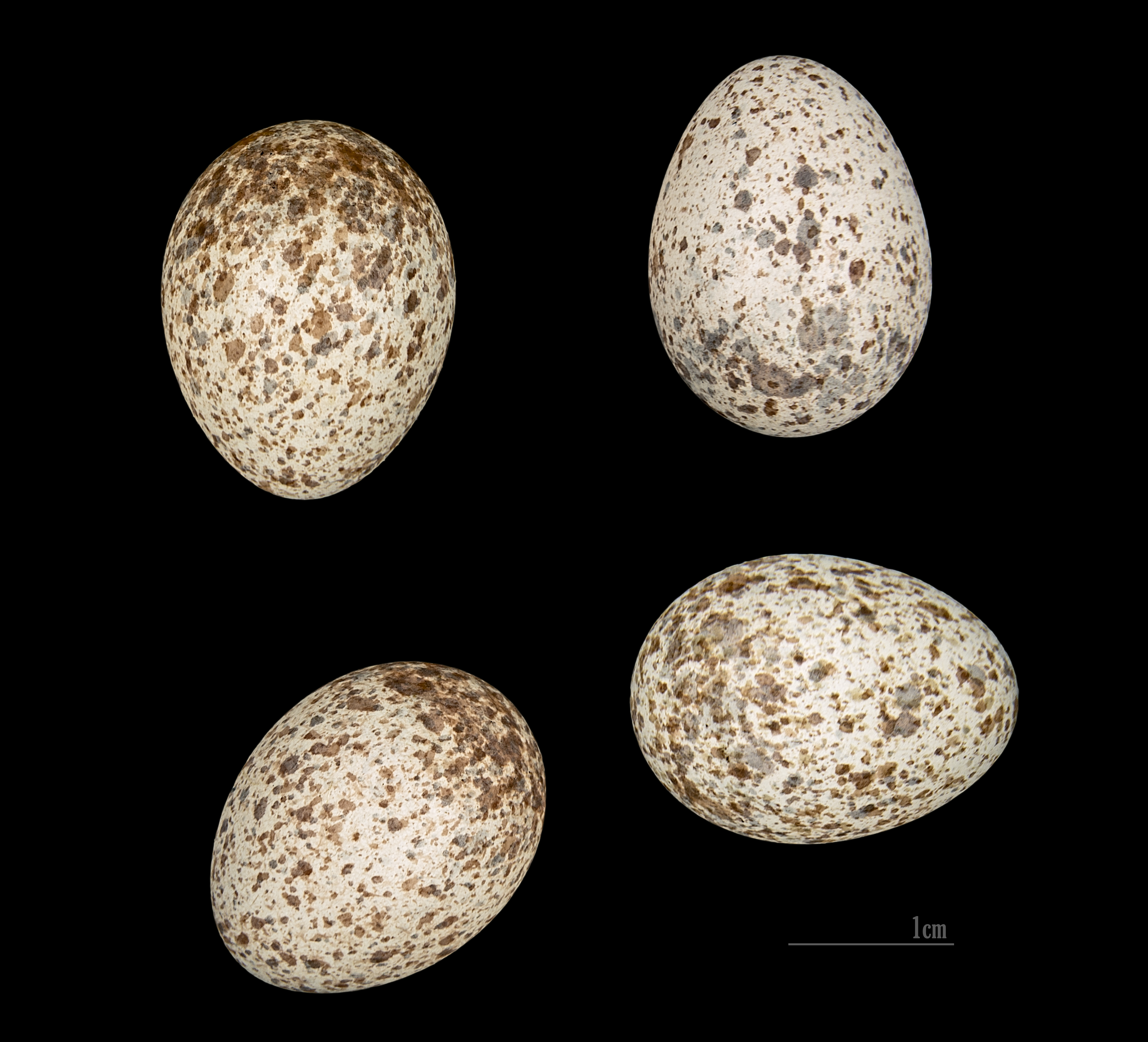
Huevos de Galerida cristata

La cogujada común (Galerida cristata) es una especie de ave de la familia Alaudidae de 17,5 cm de longitud y 34 cm de envergadura. 

## Descripción
Es un ave no migratoria que se distribuye por Europa y el norte de África.
No presenta dimorfismo sexual. El plumaje es leonado en la parte superior y blancuzco en la inferior. Tiene una cresta en la cerviz larga y puntiaguda, que alza o baja cuando está en reposo. El pico es más largo que el de la alondra y está ligeramente curvado hacia abajo. Se alimenta de semillas, y, durante la primavera y el verano de insectos que captura en la tierra. Emite un canto breve y monótono.
Habita en terrenos abiertos desérticos o poco cultivados y terrenos arenosos. Es más numerosa hasta los 500 metros y más rara por encima de los 1200 metros. Se trata de una especie común y en regresión.
A principios de abril pone entre 3 y 6 huevos muy manchados de oscuro que eclosionan tras 13 días. Las crías abandonan el nido cuando han transcurrido 10 días y vuelan a los 20 días. Esta ave efectúa dos puestas anuales.